# Aphaenogaster weulersseae
Aphaenogaster weulersseae é uma espécie de inseto do gênero Aphaenogaster, pertencente à família Formicidae.